# Thijs De Ridder
Thijs De Ridder (* 31. Januar 2003 in Brasschaat) ist ein belgischer Basketballspieler.

## Werdegang
De Ridder spielte von 2020 bis 2023 für die Antwerp Giants. In der Saison 2022/23 gelang ihm der Durchbruch, als er als bester belgischer Nachwuchsspieler und bester Einwechselspieler der belgisch-niederländischen Liga BNXT ausgezeichnet wurde. In dieser Saison gewann De Ridder mit Antwerpen den belgischen Pokalwettbewerb.
Im Sommer 2023 wurde er vom spanischen Erstligisten CB Bilbao Berri verpflichtet. Er gewann im April 2025 mit Bilbao den europäischen Wettbewerb FIBA Europe Cup. In der Liga ACB brachte es De Ridder in zwei Spieljahren auf eine Gesamtzahl von 67 Einsätzen, in denen er im Durchschnitt 7,8 Punkte erreichte. Zur Saison 2025/26 wechselte er in die Vereinigten Staaten an die University of Virginia.

### Nationalmannschaft
De Ridder führte die belgische Auswahl bei der U20-Europameisterschaft 2023 auf den vierten Platz und erzielte im Laufe des Turniers im Durchschnitt 17 Punkte sowie 10 Rebounds je Begegnung. Er bestritt sein erstes A-Länderspiel ebenfalls im Jahr 2023.

## Sonstiges
Sein Bruder Niels De Ridder schlug ebenfalls eine Laufbahn im leistungsbezogenen Basketballsport ein.